# Stavabygden
Stavabygden är en del av Holaveden i sydvästra delen av Ödeshögs kommun, Östergötland invid Vättern.
Holaveden var ett osäkert och farligt område, där resande kunde bli överfallna och rånade. Rakt genom gick vägen mellan Jönköping och Stockholm, den kanske viktigaste vägen i Sverige, som även tjänade som Eriksgata. Oländiga berg, kärr och mossar och steniga åkerlappar präglar bygden. I norr ligger Östergötlands bördiga slättbygd, i väster stupar bergen brant ner i Vättern. I söder går gränsen till Småland. 
Stavabygden består egentligen av 26 byar i Östergötlands sydvästra hörn, invid Vättern, mellan Ödeshög och Gränna. De 26 byarna är nämligen Börstabol, Glasfall, Gyllinge, Holkaberg, Hårstorp, Kopparp, Lilla och Stora Krokek, Lakarp, Munkeryd, Narbäck, Näteryd, Porsarp, Stora Smedstorp, Staffanstorp, Stava, Stavreberg, Sunneryd och Öjan.
Till Stavabygden räknas också Angseryd, Kushult, Rossholmen, Kulhult, Södra Bråten, Gåsabol och Svinåsen. 

## Fastigheter
- Rödebol är en ensam jordbruksfastighet i  Ödeshögs kommun, Östergötland, på totalt 37 hektar varav 5 hektar åker och 32 hektar skog.[1]

Rödebol är första gången skriftligen nämnd 1550 då den var ett kronotorp. Närmaste grannfastighet åt öster är Grimshult.
1647 bytte greven Per Brahe den yngre till sig 31 gårdar i Ödeshögs socken bland andra Rödebol.
Rödebol ingick under indelningsverkets tid i Vadstena kompanis rote för Grenadjärtorpet nr 111 i Sjögetorp.
Ortnamnsefterledet -bol betyder 'gård, nybygge, nyodling' och är en avledning av verbet bo.
- Kulhult (även Kålhult eller Kolhult) är en ensamgård i Ödeshögs kommun, Östergötland och har aldrig skiftats.

Kulhult består av 1/4 mantal och har en areal av 97 hektar. 
Kulhult gränsar i norr till Harsbol, i öster till Klämmestorp, i söder till Tällekullen, i sydväst till Börstabol och i väster till Bankaby.
En enkel karta från 1639, den så kallade geometriska ägoavmätningen, upptar inga byggnader, endast åkrar och ängar. Det framgår dock att Kulhult var ett kronotorp som låg på häradsmark.
Senare uppfördes hus utmed häradsvägen som leder från Tällekullen till Ödeshög.

### Bönder i Kulhult
Omkring år 1636 fanns i Kulhult en bonde, eller brukare, som hette Olof. Kulhult var då ingen gård utan endast ett kronotorp. Men det var troligen Olof som såg till att Kulhult blev skattlagt omkring år 1640.
Lasse Toresson hade fått Kopparp i förläning på livstid för sina förtjänster som ryttare i Jöns Hanssons kompani. Lasse dog 1661. Hans änka, Kerstin Knutsdotter, fick då ytterligare 12 års skattefrihet på Kopparp. Hon bytte detta mot Kulhult, vilket hennes son Tore skulle få behålla skattefritt. 
1657 (?)  var det Tore Larsson som var bonde i Kulhult. Han hade då av greve Per Brahe den yngre fått tillstånd att bruka Kulhult. I samband därmed fick tidigare innehavare, en ryttare med hustru Ingrid och sonen Anders flytta till Bodebol.

### Torp under Kulhult
Ett torp kallades Sunneryd och låg på gränsen mot Klämmestorp. Efter tvist vid tinget förklarades torpet tillhöra Kulhult.
Torpet Mossebo låg på södra sidan av vägen som leder mot Petersburg och på norra sidan av Svinamossen.
Torpet Staffangatan låg ett par hundra meter längre fram utmed vägen till Petersburg, inte så långt från gränsen mot Bankaby.
Daniels torp låg några hundra meter norr om Staffansgatan. Byggnaden flyttades 1891 till Stavreberg, där det fortfarande står på den gård som kallas för Klintagården. 
Torpet Sandkulla, eller Vissastället, finns fortfarande kvar med sina gamla byggnader utmed vägen mot Harsbol och nära Harsbols gräns.
Vissmanstorpet låg österut, nära gränsen mot Klämmestorp  och ett par hundra meter norr om den väg som från Kulhult leder mot Klämmestorp.

## Etymologi
Ortnamnet Stava kommer från den ursprungliga betydelsen gräns. Stava var Östergötlands sydliga gräns vid Vättern. Det var också en gräns mellan Lysings och Vista härader. Söder härom låg smålanden. Bäcken som rann ut här i Vättern hette Stavbäcken (gränsbäcken) och kom från Stavsjön (Gränssjön). Sjön kallas numera för Gyllingesjön eller Kopparpasjön.

## Om avstånd
En resa till Mjölby med häst och vagn började klockan två på morgonen och sedan kom man hem igen sent på kvällen. När Stava brygga tillkommit 1892 kunde bönderna sända spannmål med en båt som hette Falken. Den förliste dock och därefter började landsvägsresorna igen.